# 赤城車站
赤城車站（日语：／ Akagi eki */?）位於日本群馬縣綠市大間間町大間間，是上毛電氣鐵道與東武鐵道的鐵路車站。
此站有上毛電氣鐵道的上毛線與東武鐵道的桐生線停靠，為兩線轉乘站，同時也是桐生線終點站。東武桐生線的車站編號是TI 57。

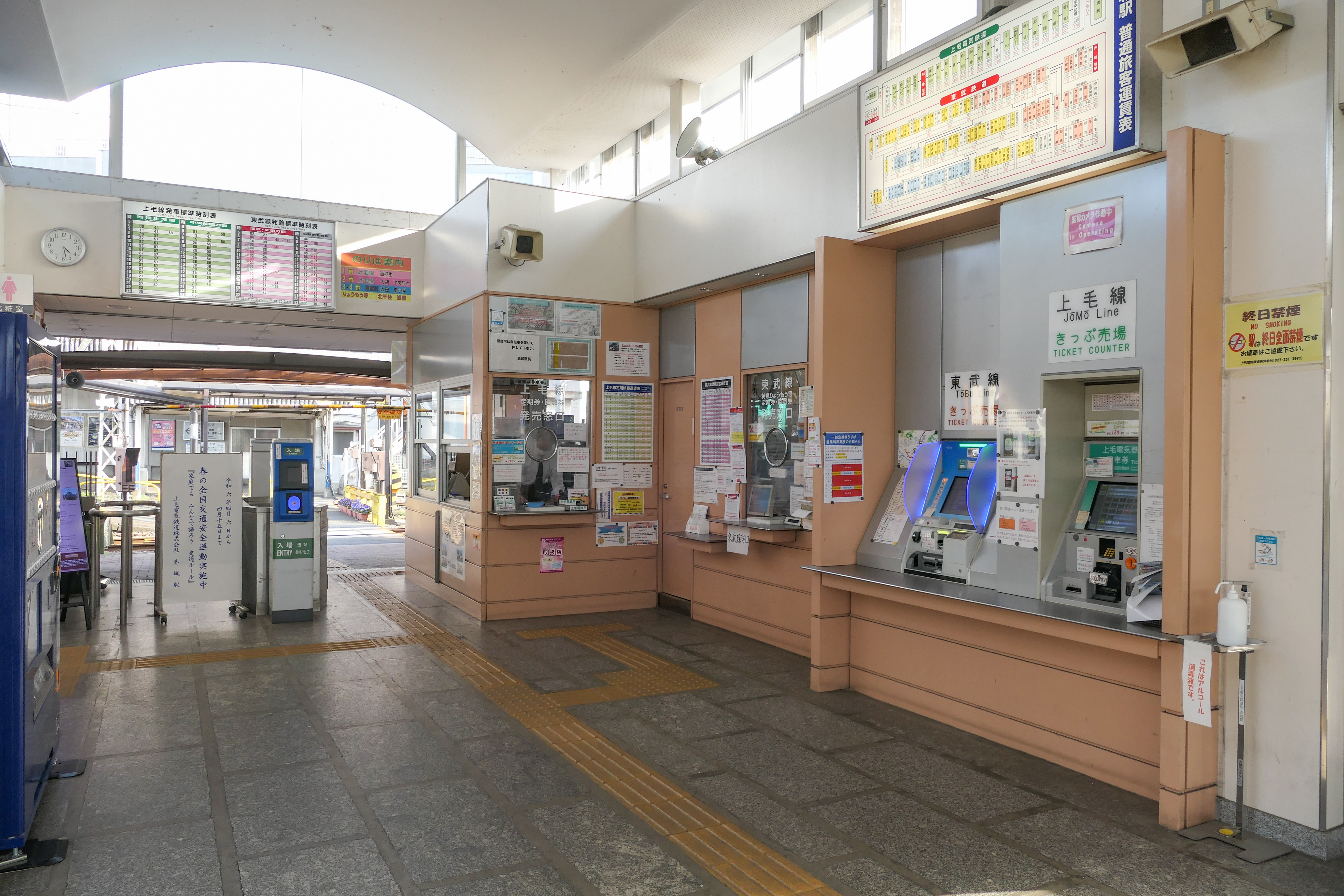
閘口（2024年4月）

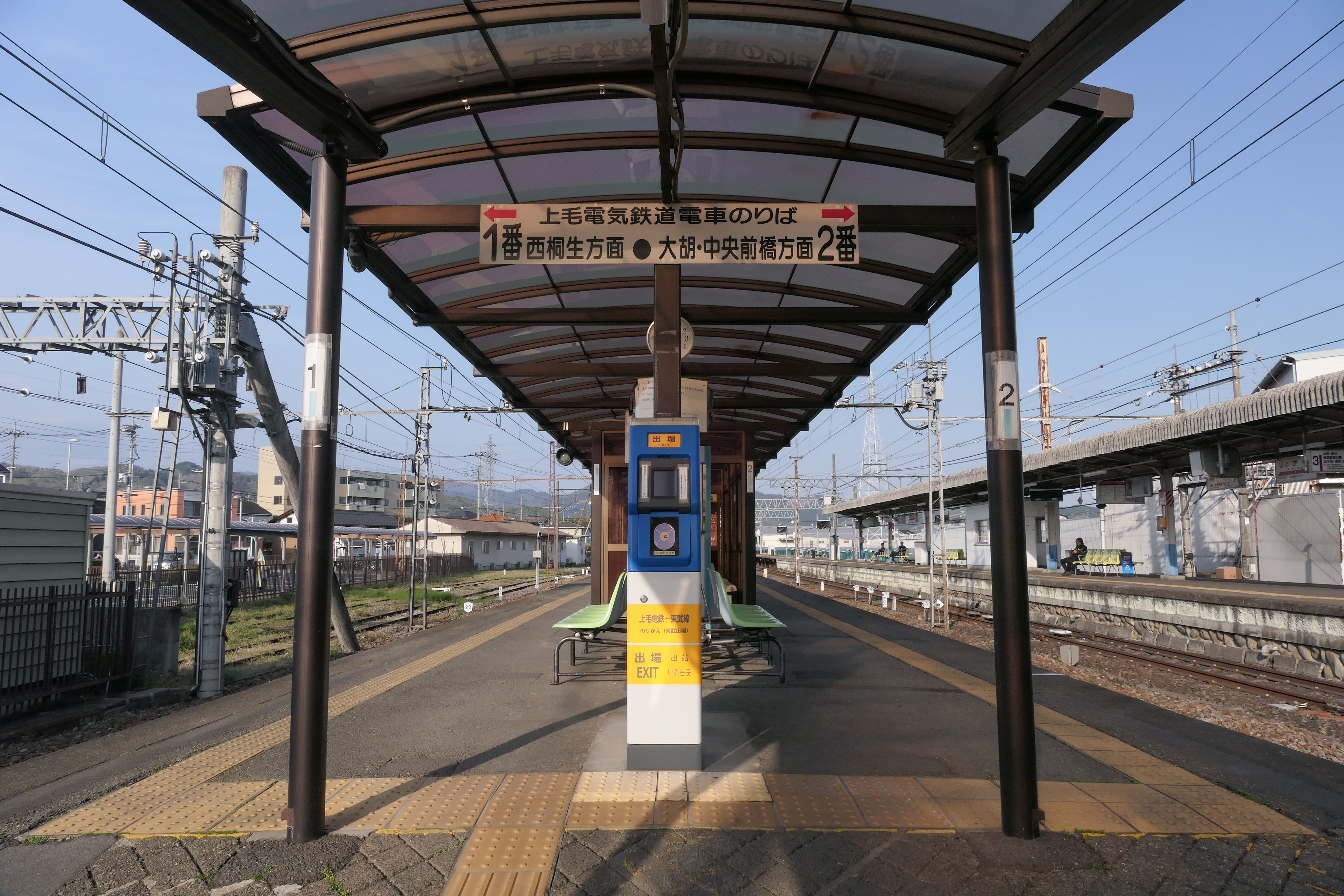
上毛電鐵的1號與2號月台（2024年4月）

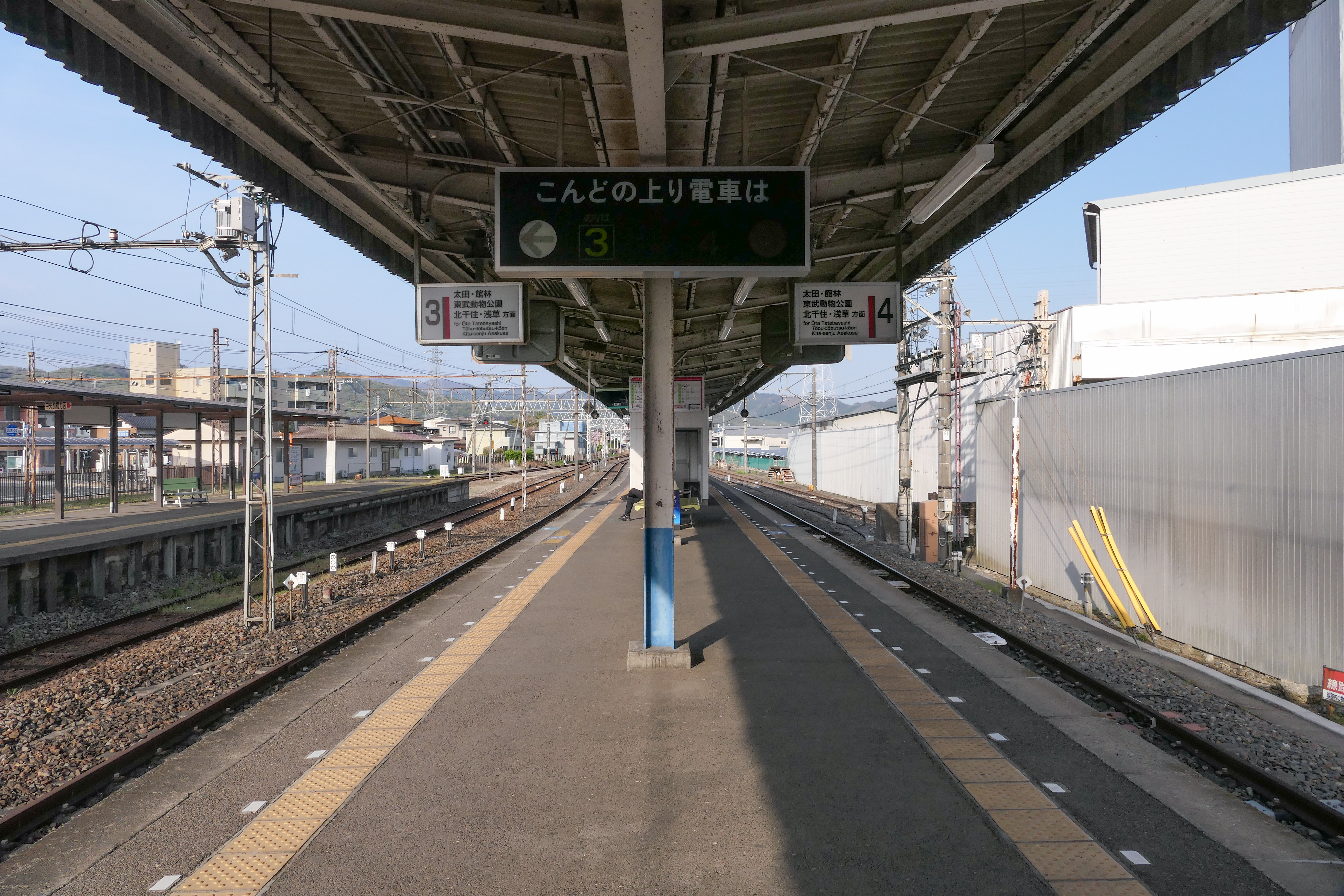
東武鐵道的3號與4號月台（2024年4月）

## 歷史
- 1928年（昭和3年）11月10日 - 上毛電氣鐵道車站在山田郡大間間町開業。當時站名為新大間間站（しんおおままえき）。
- 1932年（昭和7年）3月18日 - 東武桐生線延伸開設東武新大間間站。
- 1958年（昭和33年）11月1日 - 配合1957年（昭和32年）赤城登山鐵道（1968年（昭和43年）6月1日廢線）啟用，更名為赤城站。

- 1996年（平成8年）10月1日 - 貨運業務廢除（實際結束營運日為9月25日）。
- 2002年（平成14年）7月24日 - 舊站房關閉。
- 2003年（平成15年）1月16日 - 新站房啟用[1]。

## 車站結構

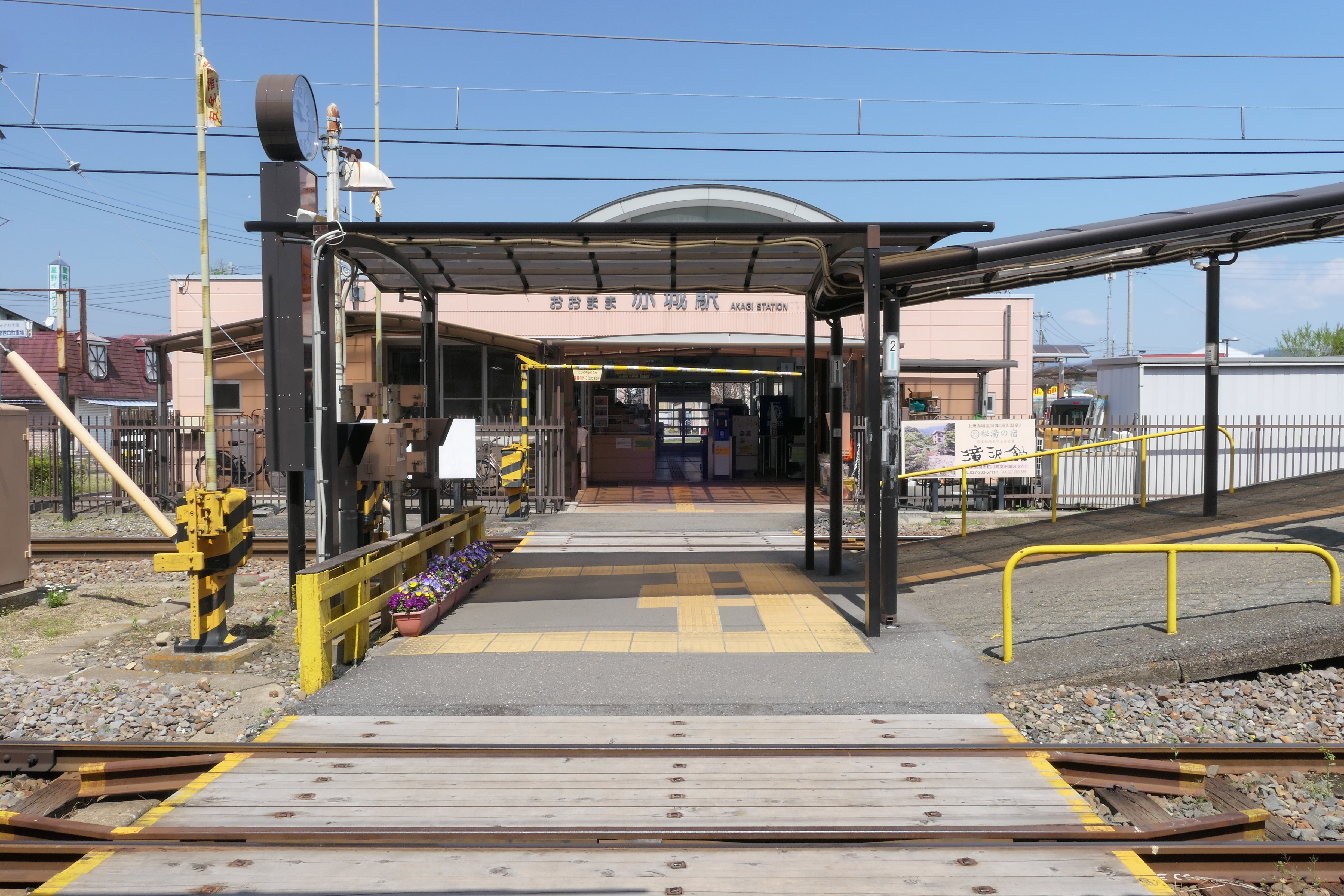
平交道（2024年4月）

本站為地面月台，其中上電為島式月台1面2線、東武為港灣式月台1面2線。由上電負責車站業務。兩公司共用車站事務所與剪票口、大廳，但有各自的營業窗口。站房內設有候車室與商店。
兩公司付費區共通，乘客從站房通過站內平交道可至各月台。東武桐生線與上電上毛線線路相通，過去曾用來運輸貨車或是旅客列車直通等。本站雖有IC卡簡易驗票機，但只有東武可使用IC卡搭乘。若是利用IC卡搭乘東武轉乘上電時（反向亦同），需在上電月台上的轉乘用簡易驗票機感應過卡。
特急「兩毛」大半列車以本站為起終點。夜間的東武線月台會停放2列普通列車用的8000系，過去還會在原是貨物列車設備的留置線與拖上線放置三列「兩毛」用的200、250系。
站房前有巴士、計程車乘車處。
| 月台 | 公司     | 路線    | 方向 | 目的地                                                           |
| ---- | -------- | ------- | ---- | ---------------------------------------------------------------- |
| 1    | 上電     | ■上毛線 | 下行 | 西桐生方向                                                       |
| 2    | 上電     | ■上毛線 | 上行 | 大胡、中央前橋方向                                               |
| 3、4 | 東武鐵道 | 桐生線  | -    | 太田、 伊勢崎線 館林、 東武晴空塔線 北千住、東京晴空塔、淺草方向 |

### 配線圖
|                 | 桐生、大間間地區的鐵道路線位置關係與配線 |
| 图例 参考文献： |                                          |

#### 附註
- 上電除了部分時段外，往前橋方向列車與往桐生方向列車會在本站進行列車交會。因此往桐生方向列車的停車時間調整至4分左右。
- 東武月台會撥放音樂提醒司機出發信號機開放通行。音樂會持續至信號變為紅燈為止。導入當時使用的音樂是《森林裡的熊先生》（森のくまさん），2013年（平成25年）3月改為《寂靜的湖畔》（静かな湖畔）。

## 使用情況
- 東武鐵道 - 2016年度1日平均上下車人次為1,193人。

近年的推移如下表。
| 年度               | 東武鐵道           |
| 年度               | 1日平均 上下車人次 |
| ------------------ | ------------------ |
| 2001年（平成13年） | 1,055              |
| 2002年（平成14年） | 1,068              |
| 2003年（平成15年） | 1,066              |
| 2004年（平成16年） | 1,121              |
| 2005年（平成17年） | 1,112              |
| 2006年（平成18年） | 1,175              |
| 2007年（平成19年） | 1,138              |
| 2008年（平成20年） | 1,092              |
| 2009年（平成21年） | 1,030              |
| 2010年（平成22年） | 1,112              |
| 2011年（平成23年） | 1,180              |
| 2012年（平成24年） | 1,266              |
| 2013年（平成25年） | 1,214              |
| 2014年（平成26年） | 1,245              |
| 2015年（平成27年） | 1,281              |
| 2016年（平成28年） | 1,193              |

## 車站周邊
車站附近有綠市市營赤城站西口停車場。
- 渡良瀨溪谷鐵道渡良瀨溪谷線大間間站（往北約1km）
- 綠市役所大間間廳舍
- 綠市立厚生會館
- 綠市立大間間南小學校（日语：みどり市立大間々南小学校）
- 桐生警察署（日语：桐生警察署）赤城站前交番
- 桐生消防署大間間新里分署
- 大間間郵便局（日语：大間々郵便局）
- 大間間南郵便局
- Beisia（日语：ベイシア）大間間店
- 星野物產（日语：星野物産）本社、工場
- JA東日本組合飼料（日语：JA東日本くみあい飼料）赤城工場
- 高津戶峽（日语：高津戸峡）（步行20分[4]）
  - 鱍瀧橋（日语：はねたき橋）
  - 高津戶城（日语：高津戸城）（步行20分[5]）

## 相鄰車站
上毛電氣鐵道
■上毛線
東新川－赤城－桐生球場前
 東武鐵道
 桐生線
- ■特急「兩毛」始發、終到站

■普通
相老（TI 56）－赤城（TI 57）

## 外部連結
- 赤城（車站資訊） - 東武鐵道